# Antonio Scandello
Antonio Scandello, né le 17 janvier 1517 à Bergame ou à Brescia (République de Venise) ou à Naples (Royaume de Naples) et mort le  18 janvier 1580 à Dresde (Électorat de Saxe), est un maître de chapelle, instrumentiste, et compositeur italien germanisé protestant de la Renaissance. Il vient d'une ancienne famille italienne de musiciens. Son nom s'orthographie différemment selon les langues et les époques.
Il entre au service d'une basilique, d'un cardinal et d'un prince-électeur auquel il dédie sa première messe funèbre basée sur un motet. Il acquiert ses compétences sous la tutelle de ses supérieurs, officiant successivement en tant que maîtres à la chapelle de Dresde. Scandello devient chef d'orchestre, puis assistant associé et parolier Minnesang, avec un très haut salaire, le plus élevé de la cour. Il écrit de nombreuses chansonnettes lyriques qui connaissent un fort succès, tant à son époque qu’aujourd'hui.
Acquis aux idées du protestantisme, il devient maître de chapelle à la mort de son prédécesseur et jouit d'une célébrité exceptionnelle grâce à la publication de ses recueils de chansonnettes. Une médaille lui est même dédiée le jour de son soixantième anniversaire. Son style de musique religieuse est singulier, car s'inspirant grandement de ses précepteurs et de la musique étrangère, tout en s'exprimant à travers des formes musicales simples. Son style d'écriture reste d'ailleurs un modèle pour la musique religieuse de l'époque.

## Biographie
Scandello naît le 17 janvier 1517, soit à Bergame, soit à Brescia, soit à Naples, dans une vieille famille italienne très liée à la musique,. Avec son père, Geronimo Scandello, et son frère, Angelo Scandello, ils représentent dans leur ville une famille de musiciens talentueux. Antonio Scandello est alors actif depuis 1530.
En 1568, après un premier mariage, il épouse Agnes Tola, fille du musicien et peintre Benedetto Tola (1525–1572). Le couple a trois enfants, dont seuls deux sont connus : August et Horatius. August Scandello reprend la tradition familiale et devient musicien de profession,. Antonio enseigne la musique classique au prince-électeur Christian Ier de Saxe, successeur de son père Auguste Ier.
Scandello meurt subitement à Dresde, âgé de soixante-trois ans et hautement considéré, le 18 janvier 1580 à 7 heures du matin,. Giovanni Battista Pinello di Ghirardi le remplace en tant que maître de chapelle de Dresde, après le refus d'Orlando di Lasso pourtant favori du prince-électeur Auguste de Saxe.

### Transcription nominale
Les documents allemands orthographient son identité Antonius Scandellus et jamais Scandelli comme le mentionnent pourtant les encyclopédies musicales. Dans les vieux manuscrits allemands, son nom s'orthographie Schandel ou Schandellus  et son prénom, Antonius. En raison de ces différentes écritures, il est parfois nommé Antoine Scandelli ou Antonius Scandellus,. Moins fréquent, son nom germanisé peut s'écrire Skandelli.

### Carrière

#### Cornettiste et instrumentiste

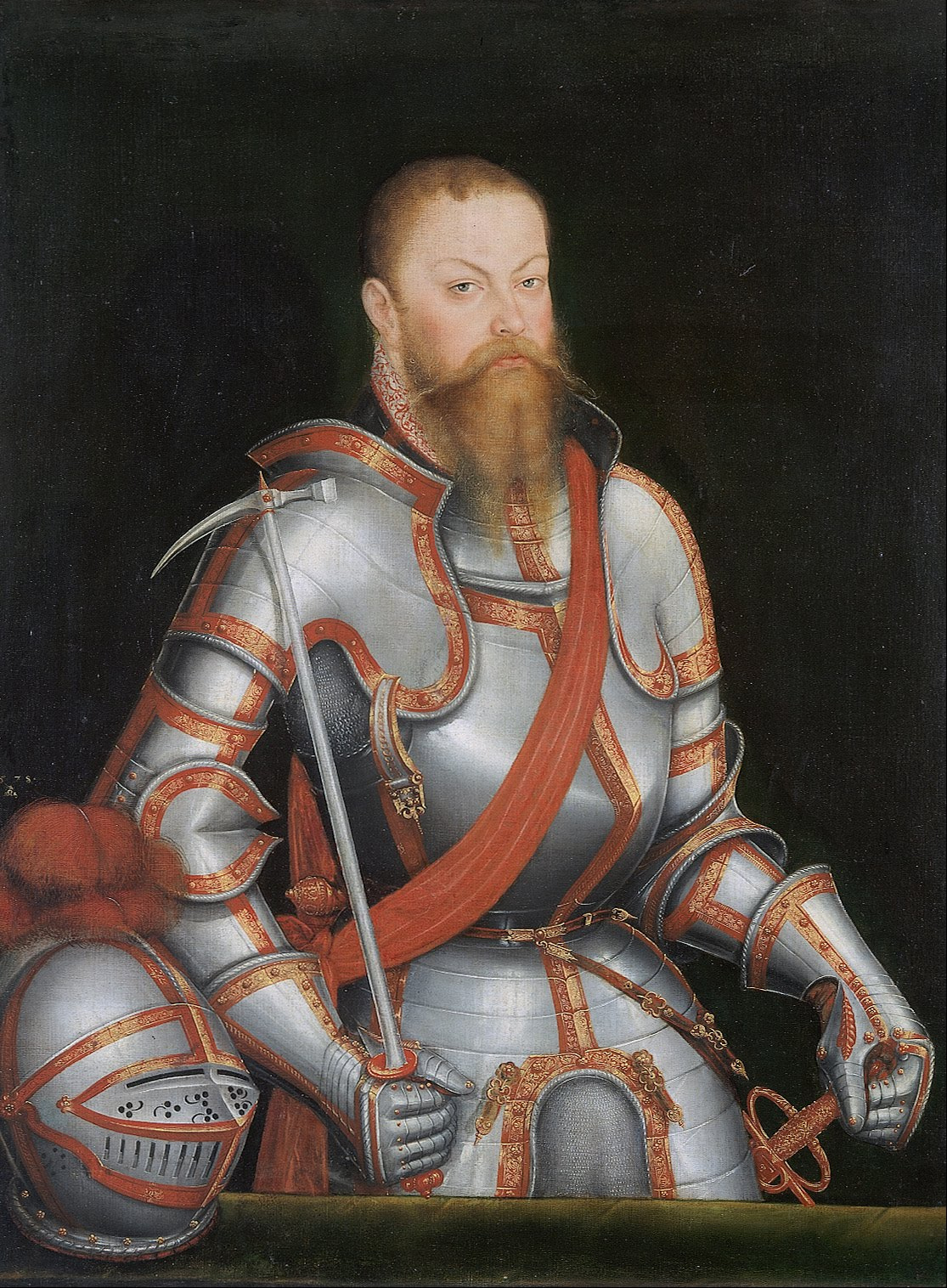
« L'illustrissime prince Maurice, duc et électeur de Saxe », dédicataire de la messe.

Antonio Scandello est mentionné pour la première fois en 1541 dans un document, en tant que cornettiste de la basilique Sainte-Marie-Majeure,,,. Il est probablement instruit par le chef de chorale Gaspard de Albertis de Padua, à ses débuts à Bergame.
Il joue activement à Rome et à Trente à partir de 1547 comme instrumentiste (en particulier comme joueur de sacqueboute), à la chapelle du cardinal Cristoforo Madruzzo jusqu'en 1549. En cette même année, il est appelé par le prince-électeur de Saxe à la cour de Dresde, pour Maurice de Saxe — qu'il avait rencontré lors d'un voyage — tout comme cinq autres instrumentistes italiens, afin de rehausser le niveau de la chorale de la chapelle fondée l'année précédente sous la direction de Johann Walther (alors prédécesseur de Matthæus Le Maistre). Il reçoit plus tard quelques enseignements de la part de Walther et Le Maistre, ses supérieurs directs. Cependant, il est tout aussi possible qu'il apprît l'essentiel dans les ouvrages de l'époque par autodidaxie. En 1551, Angelo suit son frère à Dresde et rejoint un célèbre groupe de sept musiciens italiens. Ils rejoignent tous l'orchestre de Maurice de Saxe, en 1554,,,,.
Le groupe compose le 9 juillet 1553 une messe-parodie commémorative, nommée Missa sex vocum super Epithaphium illustrissimi principis Mauritii ducis et electoris Saxoniae, pour l'électeur Maurice de Saxe, blessé à mort à la bataille de Sievershausen, en 1558. Maurice de Saxe apporte pendant sa régence plus d'ampleur à Scandello, qui acquiert, grâce à cette messe, une notoriété plus importante. S'agissant d'une messe-parodie, l'œuvre est basée sur un motet proche de l'épitaphe latine perdue pour Maurice, écrite par le directeur Georg Fabricius de l'école princière de Meißen. La chute du motif imite le premier vers de l'épitaphe, mais des doutes subsistent sur ce point. Elle est jouée lors de l'enterrement de l'électeur, dans la cathédrale de Freiberg, en 1562. Auguste Ier succède à son défunt frère et, sous son règne, le personnel de la chapelle croît considérablement,,,.

#### Modérateur associé et parolier Minnesang

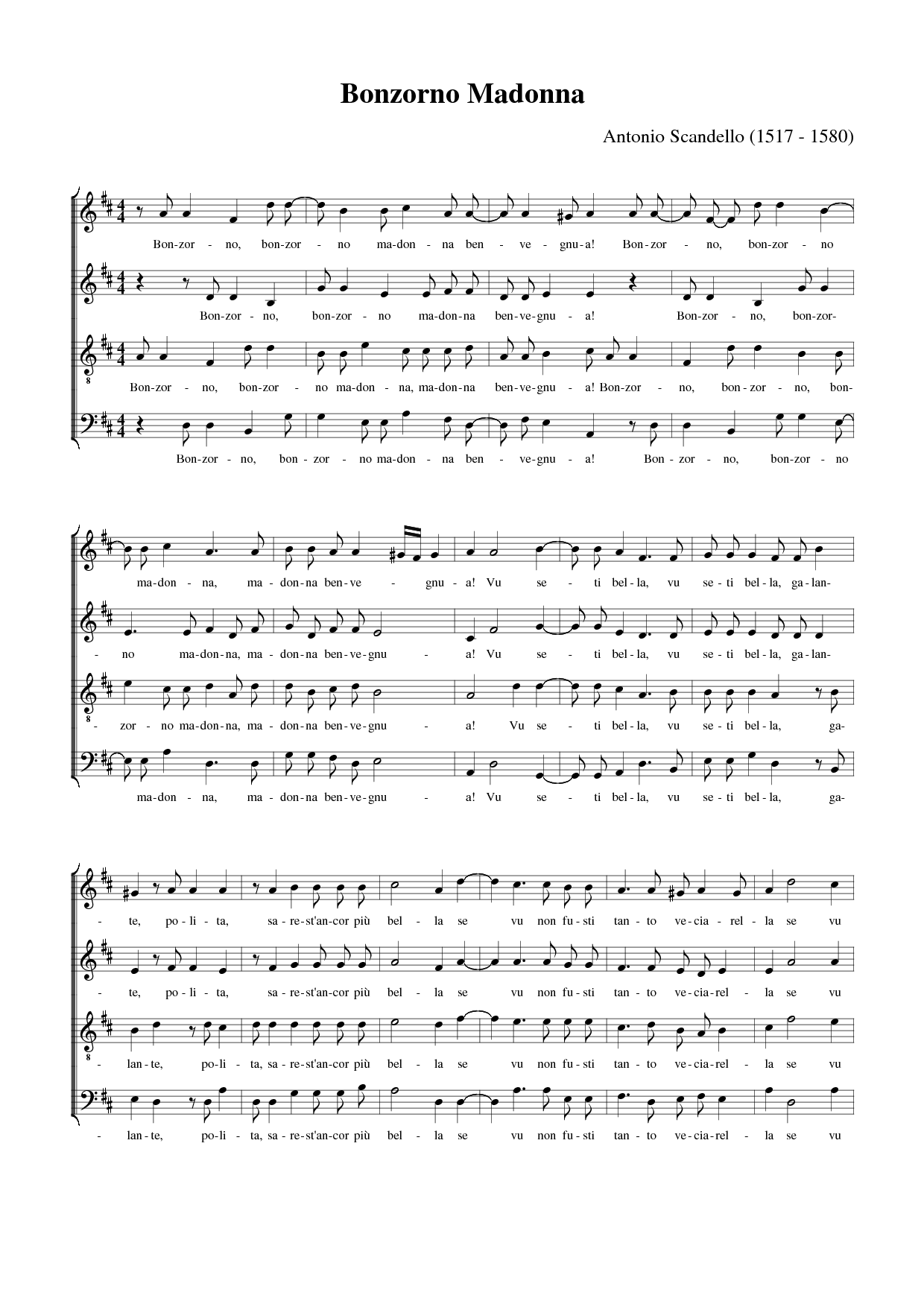
Bonzorno, madonna benvegnua!
Vu seti bella, galante, polita!
Sareste ancora più bella
se vu non fusti tanto vecchiarella.
Tam, tam, taridom…

En l’an 1566, Le Maistre vieillissant et n'étant plus apte à occuper sa fonction, Scandello lui est affecté comme « modérateur associé » (dit aussi « vice-maître de chapelle ») pour l'assister,,,. La même année, il publie à Nuremberg son premier recueil de chansonnettes à quatre voix, Neapolitanischen Villanellen, conçu le 25 mars à Augsbourg, et qui connaît un tel succès qu’il est de nouveau publié en 1572 et 1583. Dans ce recueil de chansonnettes d’origine napolitaine, découpé en quatre parties, Scandello dénonce la prétendue spéciosité de la musique des compositeurs italiens. Selon lui, la composition musicale allemande se distingue depuis toujours de l'italienne par un contrapuntiste pur sur un cantus firmus donné, emprunté soit au registre liturgique, soit aux airs traditionnels populaires, alors que les Italiens tendent à magnifier — jusqu'à l'exagération — les accords et le traitement mélodique du thème,,,.
Antonio Scandello dit de ces caractères humoristiques et dramatiques supplémentaires, à la gamme de grandiloquences musicales vocales, qu'ils faisaient probablement jouir de prestige et célébrité l'auteur. Il publie en 1578 un recueil intitulé Neuen deuschen Liedlein mit vier und fünf Stimmen, welche ganz lieblich zu singen und auf allerley Instrumenten zu gebrauchen (« Nouvelles petites chansons allemandes, lesquelles sont toutes agréables à chanter et pour l'usage de toutes sortes d'instruments ») de douze chansonnettes à quatre et cinq voix, se basant largement sur l'homophonie vocale,,,.
En 1575, il publie Neuen schönen auserlesenen geistlichen deutschen  Liedern mit fünf und sechs Stimmen, qui connaît un grand succès. La structure musicale simple et claire de ces vingt-trois chansons, et leur forme lisse et magistrale, sont comparables selon le musicologue Lothar Hoffmann-Erbrecht à celles des chansons similaires de Roland de Lassus. Johann Hermann Schein s'inspire d'ailleurs de sa chansonnette pour le chant populaire de la poule dans sa Musica boscareccia,,,.
Le musicologue Otto Kade conclut que Scandello est un des très rares musiciens progressivement germanisés, ce qui n'est que partiellement exact. Outre les textes en allemand, provenant partiellement du temps du Minnesang, furent mis en musique avec certaines caractéristiques de l'ancien chant choral allemand, textes se trouvant dans son recueil de 1570, Scandello reste au fond de lui essentiellement italien musicalement. Ses mélodies simples et son humble harmonie représentent la déclamation propre et l'esthétique reste claire, caractéristique de l'origine italienne de Scandello. Waczkat souligne que le premier talent de Scandello se retrouve dans les recueils de chants où il unit les influences de l'ancien chant de ténor allemand avec le nouveau style des canzonette italiennes.
Ses Nawe und lustige Weltliche Deutsche Liedlein mit Vier, Fuenff und Sechs Stimmen auf allerlley Instrumenten zugebrauchen und lieblich zu singen éditées en 1578 sont particulièrement célèbres et certaines d'entre elles figurent encore aujourd’hui dans le répertoire des chœurs.

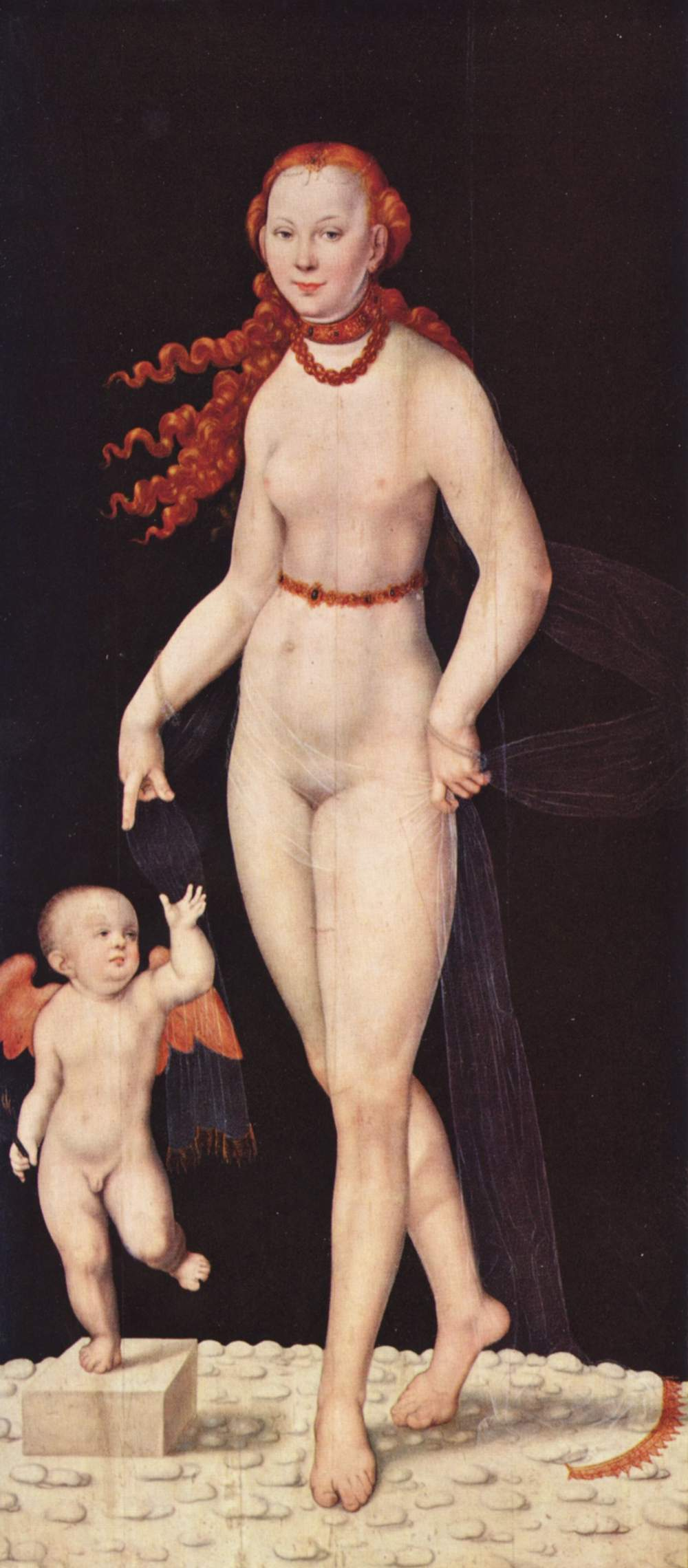
L'amour est ironiquement présent dans les chansonnettes de Scandello.

Ce recueil contient treize chansonnettes à cinq voix et trois à six voix, et, dans l'index du recueil de chansonnettes, le numérotage de la treizième chansonnette saute vers la dix-huitième chansonnette (et ce, seulement dans le volume Quinta et sexta vox alors que dans les volumes pour le ténor, le baryton et la basse, le numérotage est régulier). Comme le confirme la première chansonnette, So wil ich frisch vnd froelich sein, il s'agit d'un recueil de chansonnettes gaies. Dans la chansonnette, le chanteur exprime son grand amour à une dame et sa joie. La deuxième chansonnette, Den liebsten Bulen, paraît être à première vue un Frauenlied (chanté par une femme). Cependant elle se révèle rapidement être une « chanson à boire » humoristique, l'aimé de la chansonnette n'étant autre qu'un tonneau de vin de muscat avec quoi le chanteur s'était enivré tout récemment. Le poète, Scandello, joue toutefois avec les éléments traditionnels de la complainte, ou préférablement avec l'amant, le tonneau de vin, lequel reçoit la bénédiction de Dieu de la part de l'ivrogne (Gott geb ihm heint ein gute nacht.). Ainsi se suit la troisième chansonnette Man sagt wol in dem Meien, qui reprend le même sarcasme. La chansonnette prend exemple sur le modèle de l'hymne élogieux à l'eau fraîche de la fontaine (ou du puits), mais indique après que les cépages et le vin démontrent leur vrai caractère comparé à l'eau. D'ailleurs, dans le vers Nu bis mir Got wilkommen, il s'agit du vin qui est accueilli cordialement. Le thème de l'amour traditionnel inspire la quatrième chansonnette Ach hertzigs hertz ; en effet le chanteur exprime son désir pour son bien-aimé, qui est l'être le plus cher pour lui et lui est totalement dévoué. La cinquième chansonnette, Gros lied hat mich vmbfangen, a quasiment le même fonctionnement, puisqu'ici aussi le chanteur éprouve un grand désir pour sa dame. À la sixième chansonnette Ich weis mir ein festes gebawet haus apparaît la bien-aimée présentée en détenant le suprême honneur et se distinguant par ses vertus. En outre, il n'y a aucun nouvel aspect se différenciant de ceux des précédentes chansonnettes. Nombre de ses chansons proviennent de la tradition du Minnesang en moyen haut-allemand. Comme Kein Lieb on Leid, il n'y a pas d'amour sans peine. Ici la dialectique de la douleur, pourtant pleine d'amour, est essentielle. Cependant, le chanteur déclame sans succès son amour à sa dame qui le laisse désolant, lequel ne renonce toutefois pas à sa passion amoureuse et préfère en mourir. La constatation découlant est que ce recueil représente le genre Minnesang sans déclaration et contient des chansons se bornant uniquement au plaisir du vin et aux expériences douloureuses, plein d'amour en excluant l'érotisme.

#### Maître de chapelle
En 1562, il se convertit au protestantisme afin de recevoir le droit de cité et obtenir la charge de maître de chapelle,,,. Dans ses Neapolitanischen Villanellen, il défend en dédicace le protestantisme en critiquant violemment l'Église, coupable d'une interprétation tendancieuse des textes fondamentaux de la foi et d'un manque de soutien aux arts.
Scandello commence sa carrière comme instrumentiste de la chapelle du prince-électeur et joue du cornet à bouquin et de la sacqueboute. Bien que bénéficiant d'une forte rémunération, celle-ci n'excède guère 250 florins, 16 groschen et neuf pfennig et Scandello paie un impôt annuel de 14 florins. Son impôt est cependant réduit lorsqu'en 1563 le prince-électeur lui octroie 300 florins pour se construire sa propre maison à Dresde. En 1568, Scandello devient à vie chef de chorale de la cour du prince-électeur.
Johann Walther prend sa retraite en confiant sa charge à Le Maistre en 1554. À la mort de ce dernier podagre, le 12 février 1568, Scandello obtient l'office de « maître de chapelle » avec un salaire de 400 florins. Son salaire avant même d'obtenir le poste était si élevé qu'il dépassait celui du maître de chapelle Matthæus Le Maistre, les instrumentistes italiens étant à l'époque extrêmement rares et recherchés,,. Scandello acquiert une grande renommée en tant que compositeur. L'année même de sa prise de fonctions, le nouveau maître de chapelle publie son premier livre, Deutsche Lieder zu vier und fünf Stimmen, imprimé à Nuremberg,,,. Il y transpose la sensibilité et l'expression italienne, et la sienne en particulier, dans le chant allemand qui, influencé en partie par lui, connaît une évolution vers une plus grande finesse. Cette évolution est rendue difficile par une certaine incompatibilité entre la langue allemande et la légèreté italienne, ce qui par ailleurs apporte à Scandello un meilleur accueil par son public allemand que chez ses compatriotes.

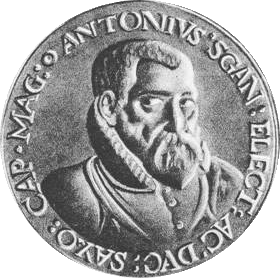
Antonius Scandellus par Tobias Wolff.

Scandello devient un des rares maîtres de chapelles à jouir de sa gloire de son vivant. Il publie alors deux recueils de chansons : en 1570, Zwanzig deutsche weltliche Liedlein mit 4, 5 und 6 Stimmen (Dresden bei Bergen), réédité en 1578 et 1579, et, en 1575, Geistliche deutsche Lieder zu 5 und 6 Stimmen (recueil de chansons avec instruments et avec dialogue à huit voix (titre secondaire : ebend),. En 1577, son deuxième livre Italienischer Canzonen zu 4 und 5 Stimmen (München bei Berg),. En 1568 et 1574, il compose des chants funèbres qu'il publie en recueil, Gelegenheitsgesänge bei Trauerfeierlichkeiten. Toutes ces œuvres (originales et copies) sont parvenues jusqu'aux bibliothèques allemandes actuelles. L'écriture originale y est même préservée.
Une médaille commémorative est gravée par Tobias Wolff pour son soixantième anniversaire, en 1577, représentant un vigoureux, mais encore costaud, vieux Scandello dont l'expression du visage sérieuse est soulignée par un haut front et des yeux baissés,,.

## Musique

### Style musical

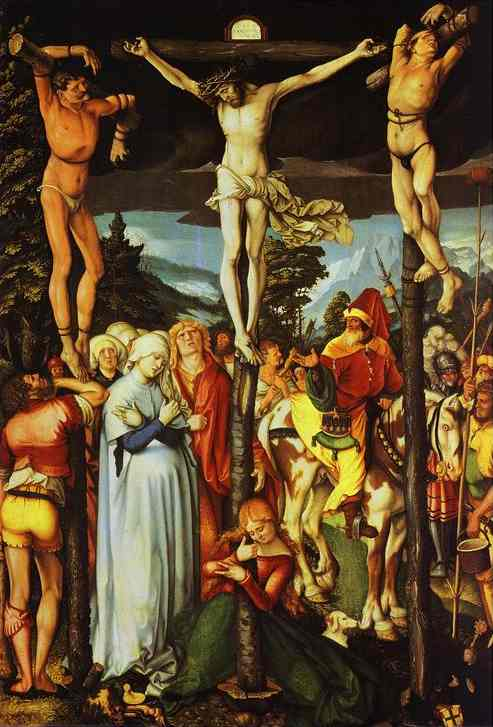
La Passion du Christ inspire profondément Scandello.

Scandello se singularise par une composition privilégiant les petites formes,,,.
La composition religieuse de Scandello (chants sacrés, motets, etc.) était très influencée par le style de ses maîtres Walther et Le Maistre, ainsi que par les modèles musicaux italiens de l'époque. Cette spécificité contribue à sa renommée et permet d'asseoir Scandello parmi les plus grands compositeurs de son époque, comme en témoigne sa Passion nach Johannis/Johannespassion,. Celle-ci rejoint le genre de la passion-répons, tout en s'étendant distinctement vers la passion-motet, dans laquelle le récit de l'évangéliste est à l’unisson avec les dialogues des autres protagonistes en action, qui chantent toutefois le motet dans un ordre variable, les paroles du Christ étant à chaque fois chantées à quatre voix et le turba à cinq voix. La combinaison de la technique de Scandello unie à la canzonette, union vocale accentuée par de tierces accords[pas clair] méconnus dans les pays germaniques, illustre l'influence du style de Gaspard de Albertis, maître de la basilique Sainte-Marie-Majeure. En revanche, les motets de Scandello, marqués par l'influence de la polyphonie néerlandaise, sont plutôt conservateurs, à l'instar de ses messes, toutes des messes-parodies.
Il demeure très créatif jusqu'à sa mort et jouit d'une excellente réputation puisqu'il accompagne toujours le prince-électeur Maurice de Saxe dans ses voyages diplomatiques. La plus ample démonstration de ses capacités sont ses recueils de chansons dans lesquels l'influence du style tenorlied allemand typique est associé à celui de la nouvelle canzonette italienne, influence présente dans ses deux recueils de canzonettes dans sa forme dite pure.
Scandello paraît être le premier à avoir réservé, dans sa Passio et Resurrectio à cinq voix selon Saint Jean, l'exclusivité du récitatif à l'évangéliste dans une passion s'inspirant du protestantisme, pour que les autres protagonistes aient des rôles en rapport distinct et sans liens précis avec le thème, lequel est la Passion du Christ. La voix de Jésus est, par exemple, rendue par une chorale à quatre voix, celle de Pierre par une chorale à trois voix, deux à trois pour l'esclave, Ponce Pilate par des superpositions de deux à trois voix. Ces arrangements polyphoniques ne sont aucunement destinés à être exécutés par un chœur mais conviennent plus à des duos, trios et quatuors,. La passion sera adaptée par Gottfried Vopelius, cette version sera réimprimée dans le deuxième tome du Schatz des liturgischen Chor- und Gemeindegesanges de Ludwig Friedrich Schöberlein.
La plupart de ses compositions sont essentiellement vocales et religieuses comme la messe pour l'enterrement de Maurice de Saxe ou celle[pas clair] pour une passion amoureuse envers une certaine Johanni, une Allemande (vers 1561 ou plus tôt). Sa musique combine des éléments de la Renaissance italienne avec la musique allemande traditionnelle. Quelques fragments de la messe funèbre pour le prince-électeur, composée en 1553, ont été récupérés dans le cinquième volume Geschichte der Musik V datant de 1868, à la quatre cent vingt-huitième page d'August Wilhelm Ambros. Là se trouve la composition de l'hymne Nu komm der Heiden Heiland et la conception de la chanson à boire de Scandello si typiquement allemande Der wein der schmeckt mir also wohl,. Un morceau d'un canzone s'y trouve également à la quatre cent soixantième page[pas clair], démontrant que Scandello s'illustre uniquement dans la musique religieuse. Son style compositionnel en est même un modèle,.

### Œuvres
La messe funèbre pour le défunt prince-électeur fut imprimée en plusieurs exemplaires, mais un seul parvint à la bibliothèque de l'église de la ville de Pirna. L'exemplaire provient de Moritz Bauerbach de Pirna, le ténor au chapelle électorale de Torgau. Sur la dernière page de la copie est noté en latin : « Torgæ scribebat Mavricivs Baverbach Pirnensis. Anno 1562. »,,.
La messe funèbre pour le prince-électeur est très probablement la première composition et une des plus importantes de Scandello. Cette œuvre était une démonstration débutante de son savoir-faire, comme la plupart des jeunes compositeurs le faisaient généralement sous la forme d'une messe. Il est probable que ces vers chantés soient étroitement liés au motif de trois notations mesurées, sur lesquels se construit toute la messe. La tendance lente du motif, la chute, paraît symboliser le premier vers, même si cela reste dubitatif. Dans de nombreuses portées de la composition, cet effet musical revient continuellement. Au moyen de variations mélodiques et rythmiques, il change toujours de forme, tout en restant quand même lié à son modèle qu'est l'épitaphe latine. Le ténor qui travaille exclusivement sur ce motif, reprend en quelque sorte le rôle des ostinati du Cantus firmus. Ces persistantes récidives d'une unique idée musicale donnent à la musique une ampleur et une prééminence solennelles, en soulignant la conception extrêmement harmonieuse de la consonance. Le final de la seconde partie de la messe, Agnus Dei, est à sept voix, produisant un grandiose effet sonore. La tessiture relativement basse des deux voix les plus aiguës provient du fait que les dessus étaient chantés par des jeunes hommes. L’alto, auparavant réservé aux voix élevées d'hommes, peut désormais être aisément exécuté à quelques tons près par des voix féminines. Pour les parties trois et quatre, les plus courtes de la messe funèbre, il est recommandé qu'un soliste les effectue. La même recommandation tient pour Crucifixus.

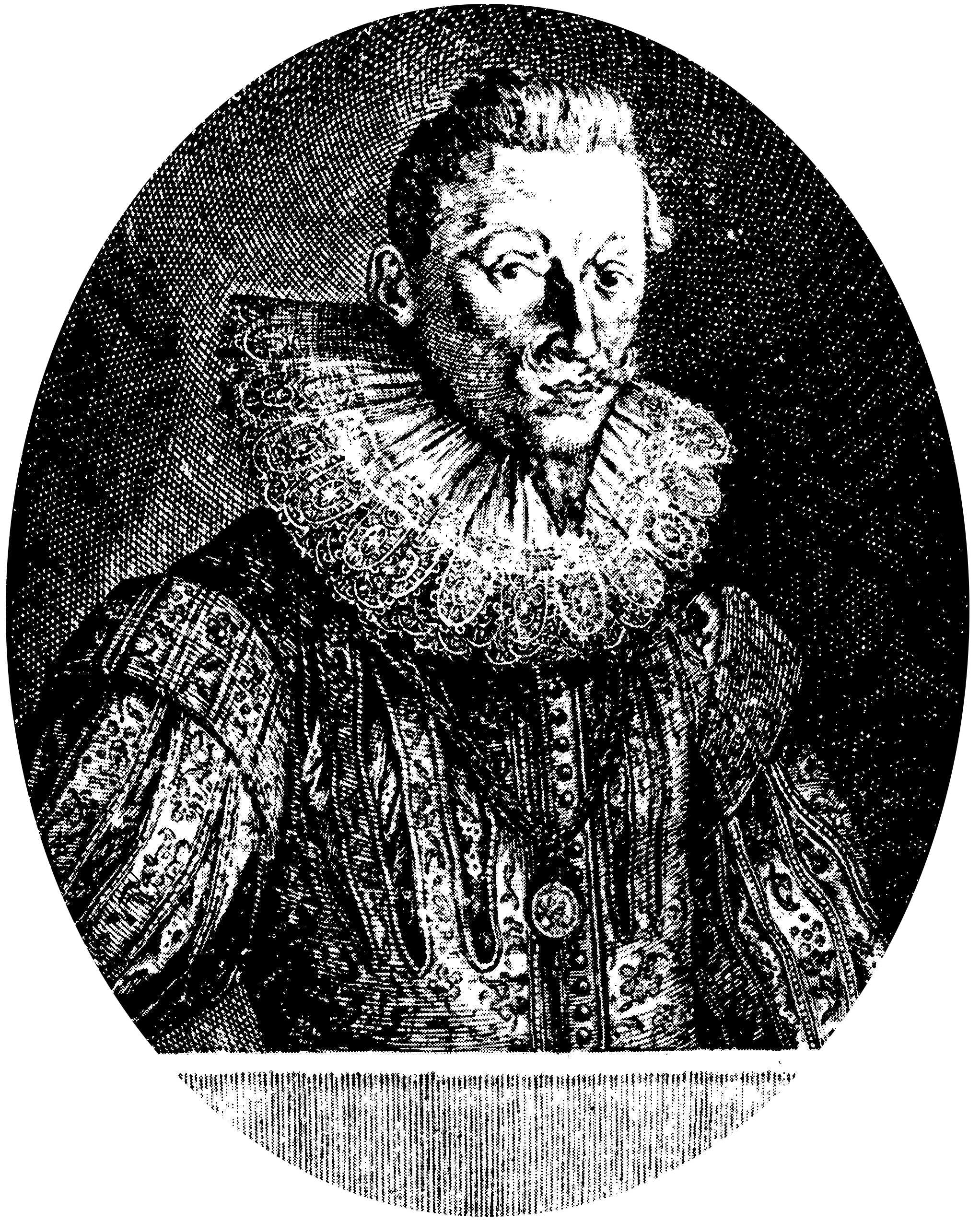
Heinrich Schütz subit l'influence de Scandello.

Outre la messe funèbre pour Maurice de Saxe, la passion Passion und Auferstehungsgeschichte est précurseure de Heinrich Schütz. Ce dernier emprunta beaucoup à Scandello pour sa musique. Cette passion est une avancée majeure dans le développement du culte religieux, la passion la plus influente jusqu'à celles de Schütz. Cette passion a souvent fait l'objet d'études dans la publication mensuelle Monatshefte für Musikgeschichte, qui affirma qu’elle était la passion « par excellence » jusqu'à celles composées par Schütz. Elle possédait en effet une forme idéale et classique, ce qui est prouvé par beaucoup d'études, publications périodiques et d’ouvrages sur la musique religieuse, bien que l'auteur n'y fût pas spécifié.
De nombreuses études menées sur le sujet vont en faveur de Scandello. Tout d'abord, la première révision à propos de la passion a été menée par Samuel Beseler, qui la publia en 1612, à Breslau, la seconde révision et publication par Otto Siegfried Harnisch en 1621, à Goslar, et la dernière, plus tardive, mais identique aux deux précédentes en 1682, par Melchior Vulpius, dans son recueil de cantiques ; toutes en faveur de Scandello.
L'Auferstehungsgeschichte (littéralement « récit de la Résurrection ») de Schütz qui fut écrite en 1623 et sa Passion nach Johannis (aussi Johannespassion) en 1664 comportent manifestement l'influence de Scandello, en particulier son Auferstehungsgeschichte qui est le modèle de Schütz. La Passio et Resurrectio de Scandello se démarque toutefois, car les récits des personnes sont chantés par les chorales et les récitatifs sont réservés à l'évangéliste,. Le magnificat de Scandello est constitué de récitals polychoriques qui se rencontrent dans un dialogue (plusieurs récitatifs) et divers motets compilés dans le recueil Lustigen Deutschen Liedlein.

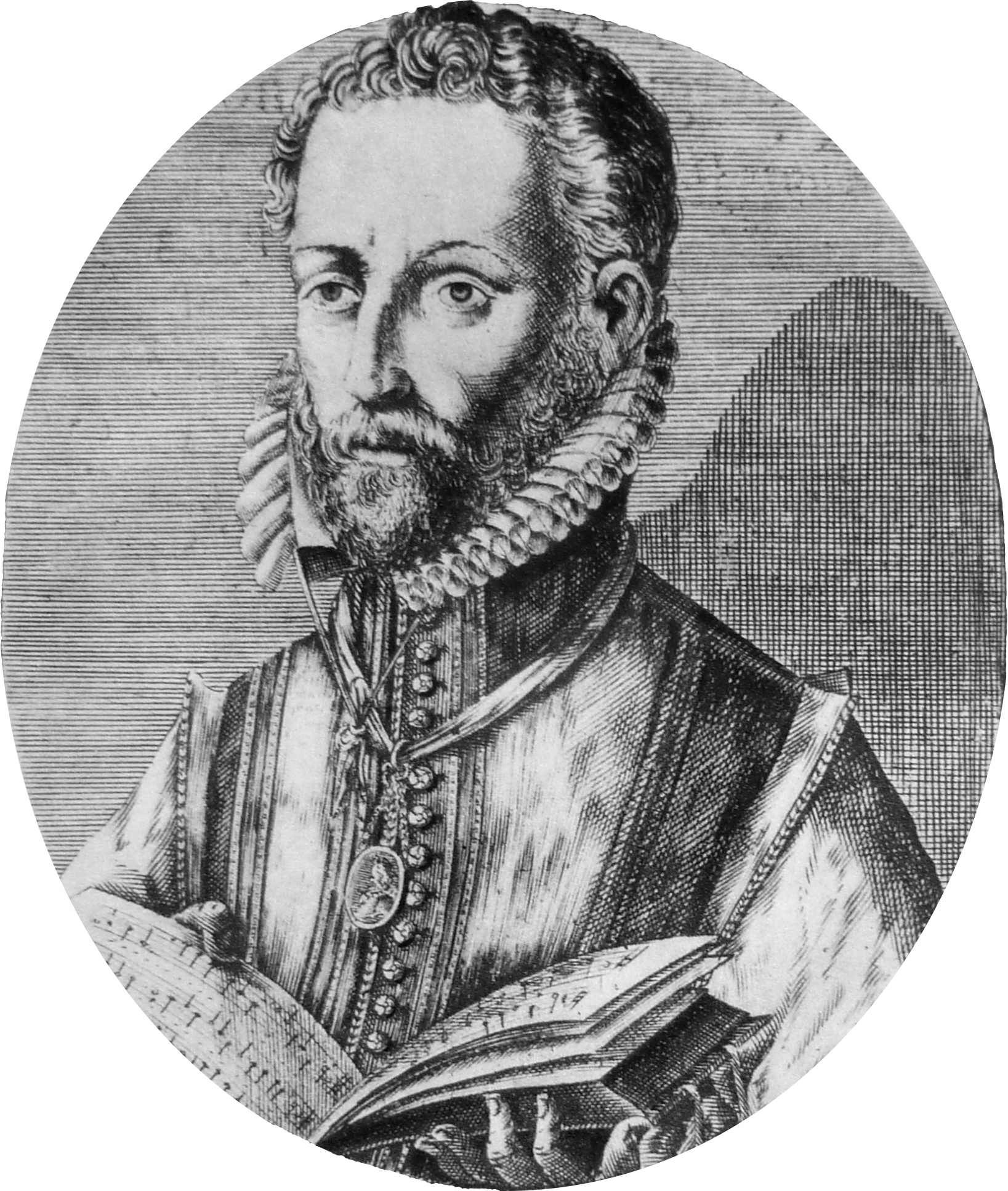
Scandello est rapproché dans la musicologie de Di Lasso.

Ses trois passions (Das Leyden unseres Herrn Jesu Christ, nach dem h. Evangelisten Johannes, Die Auferstehungshistorie nach den vier Evangelisten : [Gaudij paschalis Jesu Christi ; Österliche Freude ...] : die Auferstehung unsers Herren Jesu Christi… et Passio et Resurrectio)  sont parmi les premières d'un nouveau genre, dans lequel tous les discours directs à plusieurs voix sont mis en musique. En 1621, Samuel Besler agrandira d'ailleurs l'ouvrage contenant les passions de Scandello, dont le manuscrit originel et authentique est retrouvable à la bibliothèque Marie Weißenfelser.
Sa Auferstehungshistorie nach den vier Evangelisten est encore plus importante dans la propagation de l'histoire de la résurrection, car les paroles sont celles du texte allemand de la passion selon saint Jean de Johannes Bugenhagen. Des représentations de la Die Auferstehungshistorie nach den vier Evangelisten se donnèrent parfois jusque dans les années 1770.
La plus grande composition produite par Scandello est Österliche Freude der siegreichen und triumpfierenden Auferstehung,, (vers 1562 ou plus tôt). Elle se conclut d'ailleurs par une double exultation de « Viktoria ! » éponyme de l'interjection. Cette œuvre reçut un succès unanime.
Nombre de ses compositions ont été copiées jusqu'au XVIIe siècle, intégrées dans des recueils différents bien que sa productivité restât considérablement en dessous de son contemporain Orlando di Lasso. Il surpassa quand même son maître Le Maistre puisqu'il réussissait et profitait d'un plus grand prestige.

### Liste des œuvres
- Mauritius cededit bellam Germania plange (Nürnberg, 1553)
- Missa sex vocum super Epithaphium illustrissimi principis Mauritii ducis et electoris Saxoniae, dédicacée à Maurice de Saxe. (Nürnberg, 1558)
- Das Leyden unseres Herrn Jesu Christ, nach dem h. Evangelisten Johannes (1561)/(Breslau, 1610)
- Magnificat à huit voix (1564)
- Il primo libro delle canzoni napoletane a quattro voci (Nürnberg, 1566, 1572, 1583)
  - Bonzorno Madonna
  - Voria che tu cantasse una canzone
- Il secondo libro delle canzoni napoletane a quattro e cinque voci (1577)
- Recueil : Neue Teutsche Liedlein (1568)
- Recueil : Newe und lustige weltliche deutsche Liedlein (Dresde, 1570, 1578, 1579)
  - Ein Hennlein weiß mit ganzem Fleiß…
  - Das Hennlein legt ein Ei
  - Gutʹn Morgen, mein Fräulein!
  - Schein uns, du liebe Sonne
  - Der Wein der schmeckt mir also wol
  - Im Sommer sein die Brünnlein gesund
  - Kein lieb on leid
  - Den liebsten Buhlen, den ich han
- Recueil : Newe schöne auserlesenen Geistliche Deudsche Lieder (Dresde, 1575)
  - Lobet den Herrn denn er ist sehr freundlich
  - Gelobt seist du, Jesu Christ
- Die Auferstehungshistorie nach den vier Evangelisten : [Gaudij paschalis Jesu Christi ; Österliche Freude ...] : die Auferstehung unsers Herren Jesu Christi… (vers 1573)
- Osterliche Freude der siegreichen und triumphierenden Auferstehung unsers Herren und Heilandes Jesu Christi : die Auferstehung unsers Herren Jesu Christi ...  (1568)
- Vom Himmel hoch, da komm ich her
- Vier Motetten (1568)
- Vom Himmel hoch : Gelobet seist du, Jesu Christ
- Wo Gott der Herr nicht bei uns hält
- Bleib bei uns, Herr
- Vorria che tu cantass' dans Canzoni napolitane, livre 1
- Beati omnes qui timent Dominum
- Bona sera, come stai cor mio
- Cantantibus organis
- Crucifixus
- Passio et Resurrectio (Passion und Auferstehungsgeschichte)

## Annexe

### Musique connexe
- Musique de la Renaissance
- Voix (phoniatrie)
  - Voix (instrument)
  - Voix (musique classique)
  - Voix (polyphonie)